# Metropolitan-Vickers

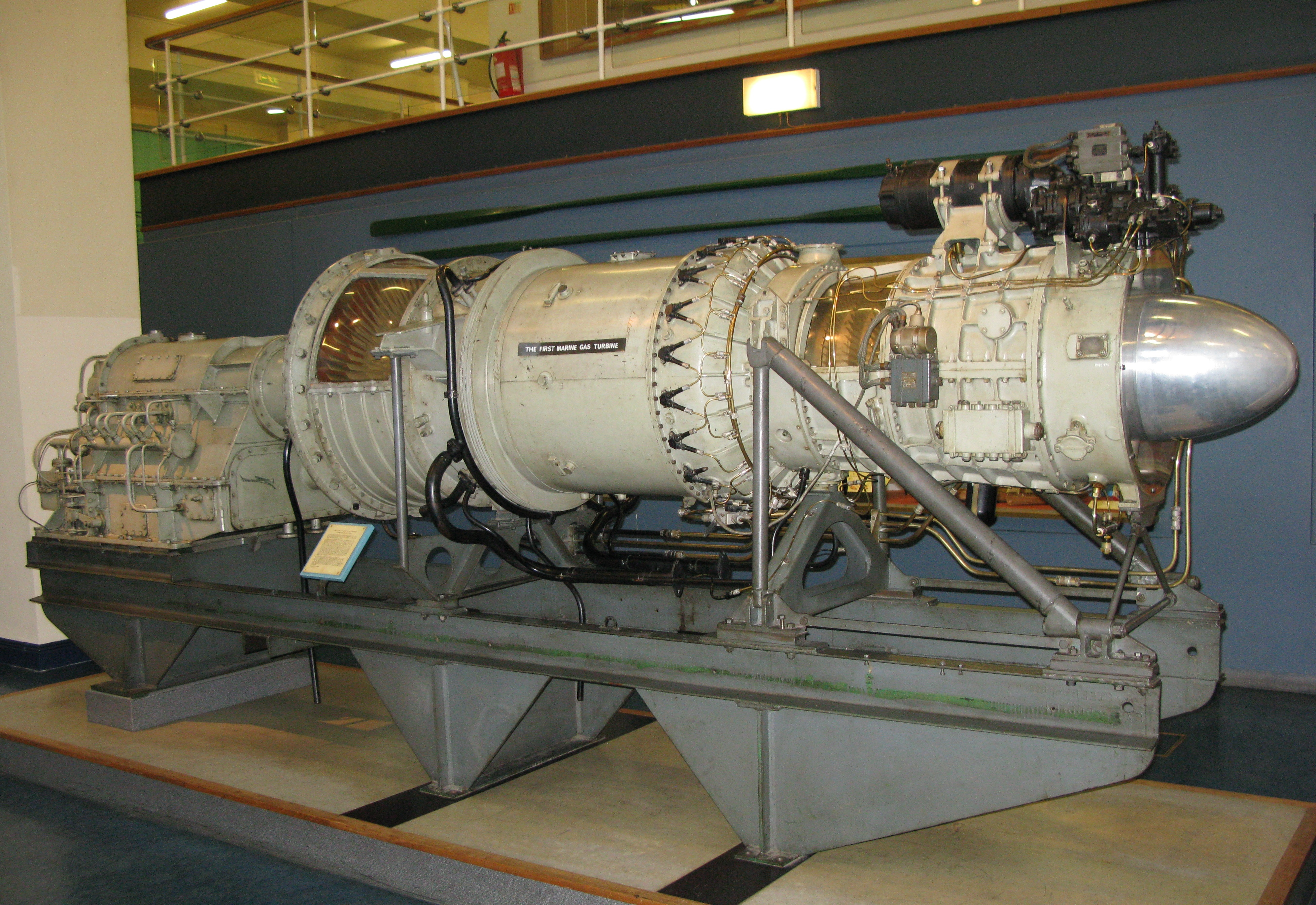
Gatric-Gasturbine von Metropolitan-Vickers

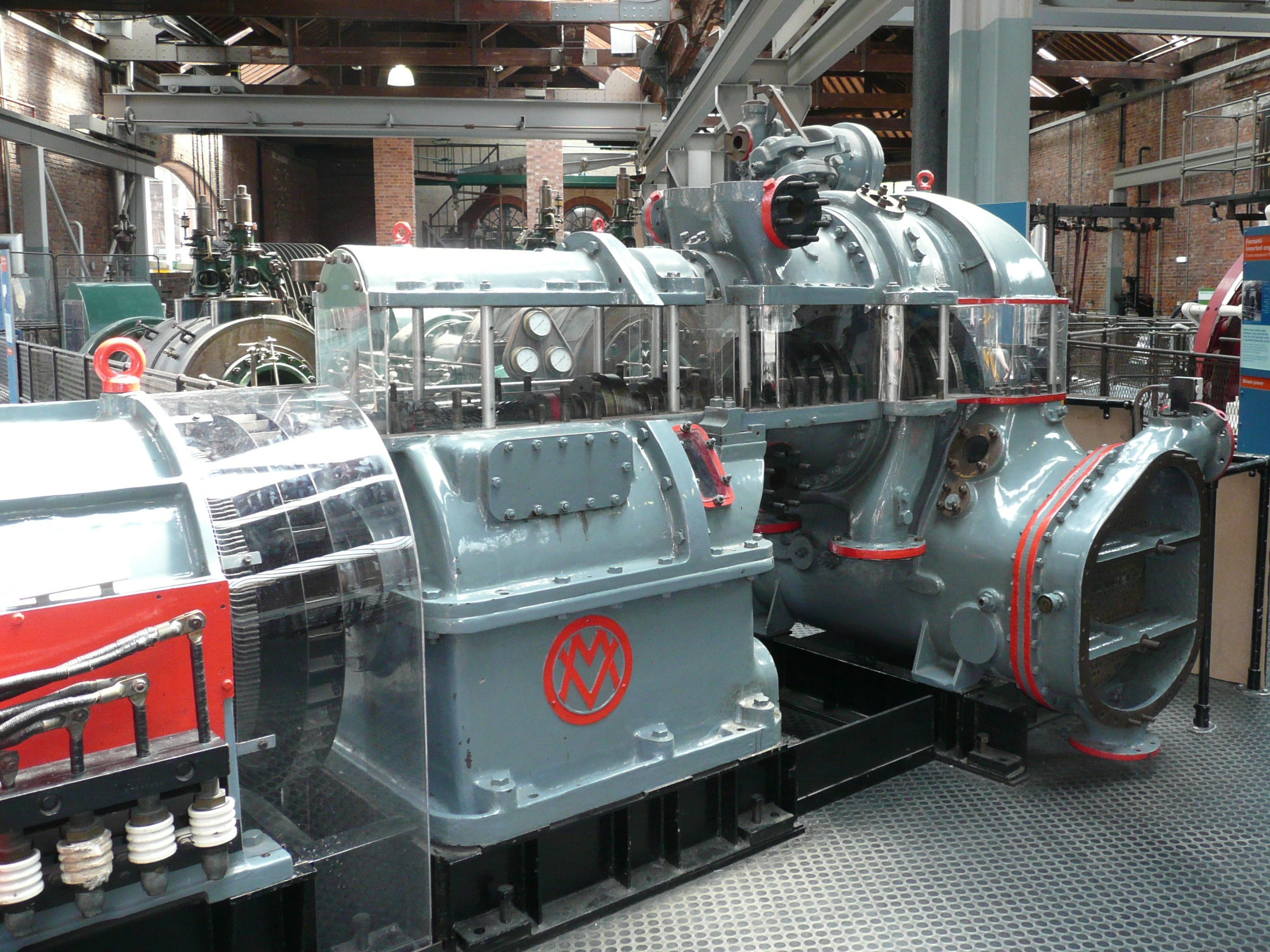
Dampf-Turbogenerator

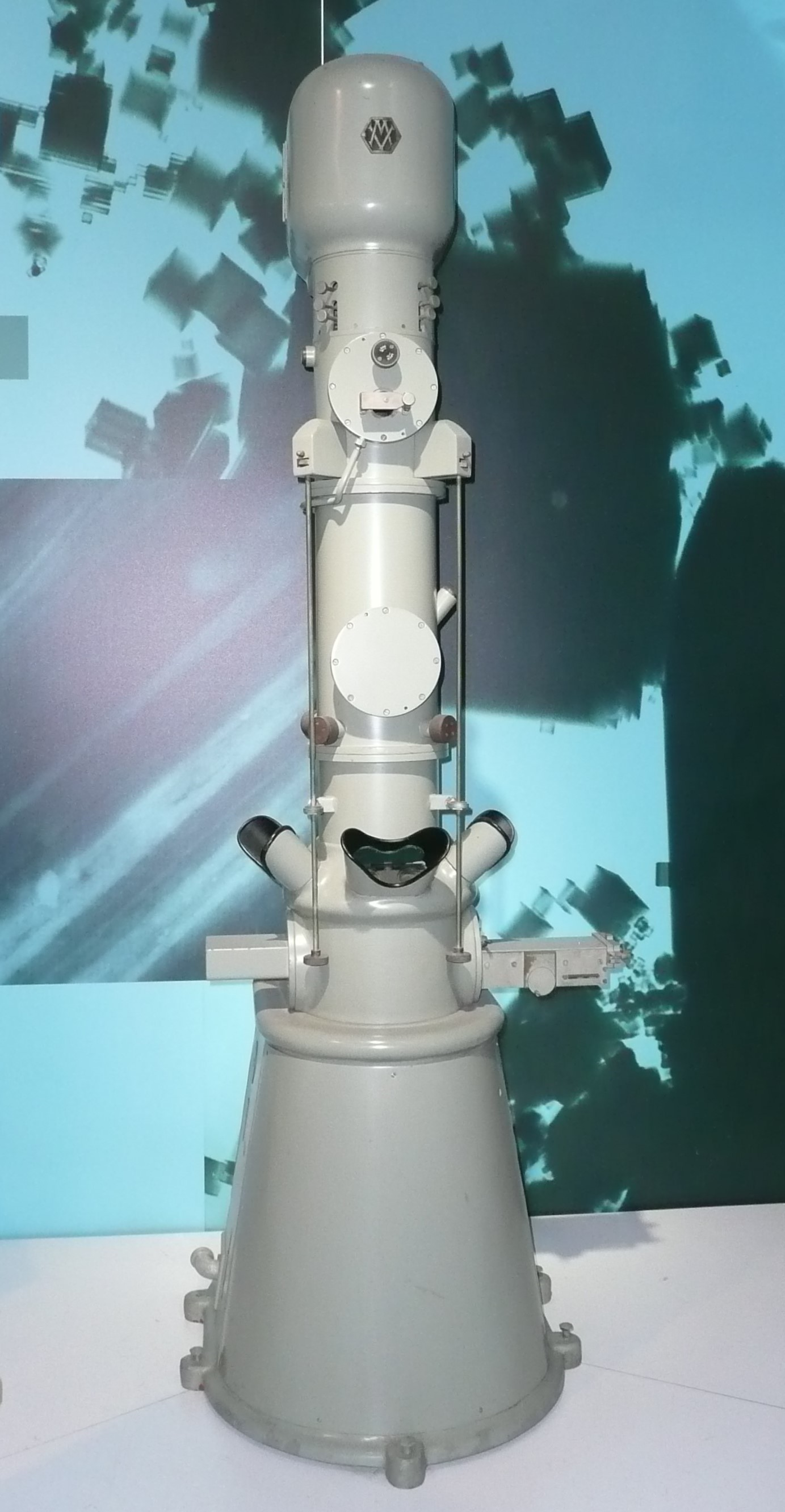
Elektronenmikroskop, hergestellt von Metropolitan-Vickers

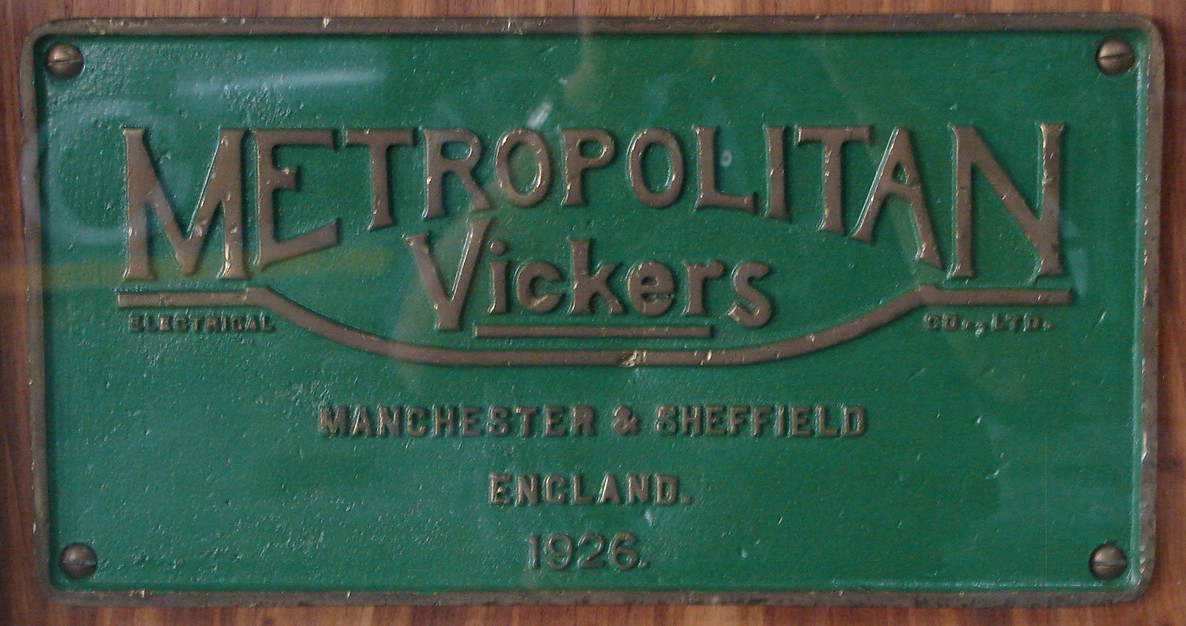
Fabrikschild von Metropolitan-Vickers an einer Lokomotive aus der SAR-Klasse 1E (1926)

Metropolitan-Vickers war eine britische Firma für Elektrotechnik mit Sitz in Trafford Park, Manchester, England.

## Geschichte
Die Firma wurde 1899 als British Westinghouse Electrical and Manufacturing Company gegründet, eine Tochtergesellschaft der amerikanischen Westinghouse Electric Corporation. Im Jahr 1917 wurde sie von der Metropolitan Carriage, Wagon and Finance Company; und Vickers gemeinsam erworben. 1919 wurde sie zu Metropolitan-Vickers, als Vickers die vollständige Kontrolle übernahm. Metropolitan-Vickers wurde 1928 mit der British Thomson-Houston Company verschmolzen und im folgenden Jahr wurde die kombinierte Gruppe von Associated Electrical Industries übernommen. Im Jahr 1960 wurden Metropolitan-Vickers und die verschiedenen anderen Tochtergesellschaften von Associated Electrical Industries als ein Unternehmen zusammengefasst.